# Sara Marom Shalev
Sara Marom Shalev (în ebraică שרה מרום שלו) (n. 23 septembrie 1934, orașul Dorohoi, județul Botoșani) este un politician israelian originar din România, care a deținut funcția de deputat în Knesset-ul (Parlamentul) statului Israel.

## Biografie
Sara Marom Shalev s-a născut la data de 23 septembrie 1934 în orașul Dorohoi (județul Botoșani).
În aprilie 2006, Sara Marom Shalev a fost aleasă ca deputat în Knesset-ul (Parlamentul) statului Israel, ca reprezentant al Partidului Pensionarilor (Partidul Gil). În această calitate, ea a fost membră a Comitetului pentru Afaceri Interne și Mediu, a Comitetului pentru statutul femeii și a Comitetului pentru muncitorii străini. A fost deputat în Knesset până în 2009.
În prezent, locuiește în orașul Rehovot (Israel). Este divorțată și are doi copii.

## Funcții publice în Israel
Sara Marom Shalev a deținut următoarele funcții publice: 
- deputat în Knesset din partea Partidului Pensionarilor (Gil) (2006-2009)